# Ala al-Din Hasan Bahman Shah
Abu'l Muzaffar Ala al-Din Bahman Shah (rei del 3 d'agost de 1347 a 1358), conegut com a Hasan Gangu o Hansan Kanku i també pel títol de Zafar Khan, fou el fundador del sultanat bahmànida del Dècan del que fou el primer sultà.
Se li va atribuir descendència del rei persa Bahman fill d'Isfendiytar però Ferishta nega aquest origen i diu que fou fabricat a posteriori i diu que el seu veritable origen era obscur de manera que ni es coneixia ni podia ser publicat; pensava que era un afganès i que havia servit a un astròleg braman anomenat Gangu (Gangadhar Shastri Wabale) de Delhi i que fou beneït per aquest quan l'afganès va trobar un tresor i el va entregar a Gangu que des de llavors el va afavorir. Hasan va iniciar la seva carrera com a general al servei de Muhammad ibn Tughluq i va rebre el títol de Zafar Khan quan fou elevat a governador. El 1347 fou nomenat comandant de l'exèrcit a Dawlataba. El 3 d'agost de 1347 Nasir al-Din Ismail Shah (Ismail Mukh, al que els generals rebels del Dècan havien posat al tron a Dawlatabad el 1345) va abdicar al seu favor i va establir el sultanat bahmànida amb seu a Ahsanabad (Gulbarga). LLavors va agafar el títol d'Abu l-Muzaffar Ala al-Din Bahman Shah. El de nom de Bahman potser derivava de la casta bramin de Gangu. Una altra teoria diu que el nom Bahman derivaria del fet que es va declarar descendent de l'heroi iranià Bahman.
El sultà va donar al fill de Gangu un jagir i el títol de deshmukh (cap de poble) a Ahmednagar. A Ismail Mukh li va concedir un jagir prop de Jamkhandi i més tard li va donar el més alt títol de l'estat, el d'amir al-umara. però a instigació del cap hindú Narayana, Ismail es van enfrontar a Bahman Shah per un temps i el sultà finalment va fer enverinar al seu rival.
Bahman Shah va fer la seva primera campanya contra Warangal el 1350 forçant al sobirà Kapaya Nayaka a cedir la fortalesa de Kaulas. El regne fou dividit en quatre províncies i va nomenar governadors per cadascuna. Va fer la guerra amb Vijayanagar el 1347 i 1349. El seu general Kutbul Mulk va conquerir Kotgir, Maram, Mahendri i Akkal Kot, i el general Kir Khan va conquerir Kalyan (després de la conquesta d'aquesta el rei va rebatejar Daulatabad com Fatahabad, Ciutat de la Victòria). Sikandar fou enviat contra Malkher on dominaven els zamindars hindús, que primer van presentar resistència però després es van sotmetre. Krishna Nayak de Telangana (Warangal) va fer un tractar d'amistat amb Sikandar i fou lleial al sultà. Kir Khan es va revoltar i fou derrotat i executat.
Al final del regnat els seus dominis s'estenien cap a Berar al nord, fins a la riba esquerra del Tunghabhadra al sud, i de Dabal a l'oest fins a Telingana a l'est cap a Golconda. La capital es va establir a Gulbarga que fou rebatejada Ahsanabad.
Va morir l'11 de febrer de 1358. El va succeir el seu fill (que portava el títol de Zafar Khan) Muhammad Shah I.